# ガブリエル・ノーデ

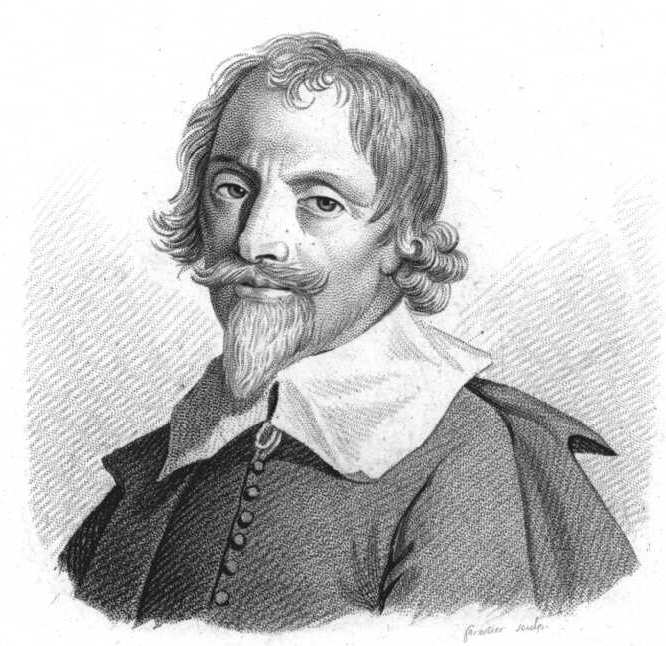
ガブリエル・ノーデ

ガブリエル・ノーデ（Gabriel Naudé、1600年2月2日 - 1653年7月10日）は、フランスの司書。マザラン図書館の司書として知られ、近代図書館学の祖ともいわれる。主な著書に『図書館創設のための提言』（Advis pour dresser une bibliothèque）がある。

## 生涯
パリのサン・メリ教区で生まれる。裕福ではないが学問を尊ぶ家庭で育ち、優秀な成績をおさめる学生だった。ルモワーヌ枢機卿のコレージュ・ド・ナヴァールで修辞学を学び、その後パリ大学の医学部に進学した。大蔵省下級官吏だった父に聖職者の道を進むことを望まれながらも、出世の見込める聖職者ではなく、自らの知識を役立てる職業として医師になることを目指したといわれている。
パリ大学在学時には、人文学者ルネ・モローやモラリストのピエール・シャロンの影響を受けた。20歳の時に学費を得るためパリ高等法院院長アンリ・ド・メームの私設図書館「メンミアーナ図書館」の責任者となったことがノーデの図書館人生の出発点となり、ノーデの図書館に対する哲学としての『図書館創設のための提言』執筆につながったとされている。この頃、ノーデが学んだ医学は、迷信的な療法から近代科学的療法に変化しつつある時期であり、ノーデは科学的根拠をもった考察によるいくつかの書籍を出版している。
1626年にノーデはド・メーム卿の許可を受けてイタリアのパドヴァ大学に留学、医学の研究に取り組んでいたが、父の死去により医学の道をあきらめ、パリに戻った。
1631年、パリに戻ったノーデはジャック・ド・トウの図書館司書ピエール・デュピュイとローマを訪れ、デュピュイの紹介でローマ教皇庁大使のダ・バーニョ、バルベリーニ卿のそれぞれの私有図書館を手伝うことになり、イタリアに11年滞在していた。
1642年、フランスの宰相・リシュリュー枢機卿に招かれてパリに戻るが、同年末にリシュリューは亡くなり、次に宰相となったジュール・マザラン枢機卿の創設したマザラン図書館の司書となる。マザランは、私邸の図書館を一般公開する構想を持っていたが、これはすでにノーデがかつてより提言していたものであった。ノーデは、通りに面した場所に扉を設け、人々が通りから直接図書館に入れるようにしたという。
マザランはノーデに蔵書管理の一切を任せており、大量の資料収集のための旅費や蔵書を収めるための屋敷改修なども多額の費用を投じて行っているが、1642年から1651年まで、ノーデがヨーロッパ中を奔走して集めた本は4万冊以上に上り、その結果、マザラン図書館はヨーロッパで最大級の図書館となっていた。
しかし、1648年にフロンドの乱が起きると、マザランはその地位を追われて亡命し、財産は没収された。マザランの首には懸賞金がかけられていたが、そのための金を調達するためにマザランの蔵書は競売に賭けられ売却されてしまう。ノーデは自らそれらの本を購入し、散佚を防ごうとして数千冊の本を救ったとされている。
1652年、スウェーデンのクリスティーナ女王により招かれて、蔵書管理を行うべくウプサラに渡ったが、折り合いが悪くなりフランスに帰国することになる。しかし、翌1653年、帰国の途上に国境近くのアブヴィルで病に倒れ、アミアンで亡くなった。享年53歳。

## 著書

### 図書館創設のための提言
原題はAdvis pour dresser une bibliothèque présenté à monseigneur le président de Mesme
ノーデ27歳時に公刊。徹底した学術的価値のある図書の収集及び利用者への公開を説き、近代図書館の理論的基礎を築いたとされる。図書構成論としては「古典とともに新しい科学の著作」「論争のある主題については反論書」「原書と翻訳書」の所蔵を求め、公平な選書、原書と2次的著作の系統的収集を唱え、全体の3分の1を割いて、図書コレクションの質の大切さについて言及している。「あらゆる領域を網羅した蔵書の必要性」についての考え方は、後世の図書館経営論に大きな影響を与えた。
表題に「メーム会長閣下に提出する」とあるが、ノーデは献辞の中でド・メーム卿に対し、このような不遜な表題で忠告めいたことを意見提示するのは、自らの経験や理論に価値を感じたうぬぼれなどではなく、ド・メーム卿の図書館をフランスで最も有益な図書館にするための誠意と率直さからくるものだと主旨を述べている。

### その他
- 薔薇十字会の真実の歴史をフランス人に伝える書（1623年)[10]
- 魔術師の疑いをかけられた偉大な人物たちの擁護（1625年)[10]